# Hemigenia
Hemigenia, rod medićevki smješten u tribus Westringieae, dio potporodice Prostantheroideae. Sastoji se od 55 vrsta, vazdazelenih grmova iz Australije.
Tipična vrsta je Hemigenia purpurea R.Br.

## Etimologija
Latinsko ime roda Hemigenia dolazi od starogrčkih riječi hemi , "polovica" i genias što znači "brada", što se odnosi na dio prašnika; samo je jedna od svakog para stanica prašnika plodna.

## Opis
Grmlje ili polugrmlje; sadrže eterična ulja. Listovi nasuprotni ili u 3-lisnim pršljenima. Cvjetovi pazušni, pojedinačni, rijetko skupljeni; brakteole 2. Čaška 2-usna ili 5-zubasta. Vjenčić s 2 usne; cijev proširena u grlu; donja usna duža od gornje, raširena, 3-režnjevita; gornja usna uspravna, rubna ili 2-režnjevita. Prašnika 4 ili rijetko 2 i zatim 2 staminoda; prašnici 1-lokularni; gornji prašnici bradati ili krijestasti s kratkim dlačicama ili goli. Ovarij 4-režnjevit; stil terminalan, ali umetnut između režnjeva jajnika; stigma 2-djelna.
Reproduktivni tip, oprašivanje. Plodni cvjetovi hermafroditi. Nema jednospolnih cvjetova. Biljke hermafroditi. Cvjetovi entomofilni ili ornitofilni; obično via hymenoptera, ili via lepidoptera, ili via diptera.

## Vrste
1. Hemigenia appressa G.R.Guerin
2. Hemigenia argentea Bartl.
3. Hemigenia barbata Bartl.
4. Hemigenia benthamii G.R.Guerin
5. Hemigenia biddulphiana F.Muell.
6. Hemigenia botryphylla G.R.Guerin
7. Hemigenia brachyphylla F.Muell.
8. Hemigenia bracteosa G.R.Guerin
9. Hemigenia buccinata G.R.Guerin
10. Hemigenia canescens (Bartl.) Benth.
11. Hemigenia ciliata G.R.Guerin
12. Hemigenia coccinea C.A.Gardner
13. Hemigenia conferta B.J.Conn
14. Hemigenia cuneifolia Benth.
15. Hemigenia curvifolia F.Muell.
16. Hemigenia diadela G.R.Guerin & Wege
17. Hemigenia dielsii (Hemsl.) C.A.Gardner
18. Hemigenia diplanthera F.Muell.
19. Hemigenia divaricata C.A.Gardner
20. Hemigenia drummondii Benth.
21. Hemigenia dulcis G.R.Guerin
22. Hemigenia exilis S.Moore
23. Hemigenia glabrescens Benth.
24. Hemigenia humilis Benth.
25. Hemigenia incana (Lindl.) Benth.
26. Hemigenia loganiacea (F.Muell.) F.Muell.
27. Hemigenia macphersonii Luehm.
28. Hemigenia macrantha F.Muell.
29. Hemigenia microphylla Benth.
30. Hemigenia obovata F.Muell.
31. Hemigenia obtusa Benth.
32. Hemigenia pachyphylla G.R.Guerin
33. Hemigenia parviflora Bartl.
34. Hemigenia pedunculata Diels
35. Hemigenia pimelifolia F.Muell.
36. Hemigenia platyphylla (Bartl.) Benth.
37. Hemigenia podalyrina F.Muell.
38. Hemigenia pritzelii S.Moore
39. Hemigenia purpurea R.Br.
40. Hemigenia ramosissima Benth.
41. Hemigenia rigida Benth.
42. Hemigenia royceana G.R.Guerin
43. Hemigenia saligna Diels
44. Hemigenia scabra Benth.
45. Hemigenia sericea Benth.
46. Hemigenia tenelliflora G.R.Guerin
47. Hemigenia teretiuscula F.Muell.
48. Hemigenia tichbonii K.R.Thiele & G.R.Guerin
49. Hemigenia tomentosa G.R.Guerin
50. Hemigenia tysonii F.Muell.
51. Hemigenia virescens G.R.Guerin
52. Hemigenia viscida S.Moore
53. Hemigenia wandooana G.R.Guerin
54. Hemigenia westringioides Benth.
55. Hemigenia yalgensis G.R.Guerin